# 오다와라 지진
오다와라 지진(일본어: 小田原地震 おだわらじしん[*])은 일본 가나가와현 서부(오다와라시 주변)에서 발생하는 지진이다. 가나가와현 서부 지역은 17세기 이후부터 추산할 시 1703년 겐로쿠 지진과 1923년의 간토 대지진을 포함하여 약 70년 간격으로 대지진이 발생하고 있다.

## 주요 지진
| 발생 일자       | 지진 이름            | 진앙                                                 | 지진 규모 | 비고                                                   |
| --------------- | -------------------- | ---------------------------------------------------- | --------- | ------------------------------------------------------ |
| 1633년 3월 1일  | 간에이 오다와라 지진 | 북위 35° 12′ 동경 139° 12′ / 북위 35.2° 동경 139.2°  | M7.0      | 150명이 사망했다.                                      |
| 1782년 8월 23일 | 텐메이 오다와라 지진 | 북위 35° 24′ 동경 139° 06′ / 북위 35.4° 동경 139.1°  | M7.0      | 민가 800채가 파손되었다. 오다와라성에 피해가 발생했다. |
| 1853년 3월 11일 | 가에이 오다와라 지진 | 북위 35° 18′ 동경 139° 09′ / 북위 35.3° 동경 139.15° | M6.7      | 24명이 사망했다. 오다와라성 등이 피해를 입었다.        |

## 같이 보기
- 미나미칸토 직하지진
- 2007년 가나가와현 서부 지진